# Eragrostis comptonii
Eragrostis comptonii là một loài thực vật có hoa trong họ Hòa thảo. Loài này được De Winter mô tả khoa học đầu tiên năm 1990.